# Агіс III
Агіс III — спартанський цар у 338—331 роках до н. е.
Під час походу Александра Македонського на Схід підняв проти нього повстання, заручився підтримкою персів, захопив Крит та частину Пелопонесу. Повстанці обложили Магалополь, але були розбиті македонським військом на чолі з Антипатром. Агіс загинув у бою. Після цього Спарта підкорилася македонській гегемонії і визнала рішення Коринфського конгресу.